# Erich Hartmann
Erich Alfred »Bubi« Hartmann, nemški častnik, vojaški pilot in letalski as, * 19. april 1922, Weissach pri Stuttgartu, Nemčija, † 20. september 1993, Weil im Schönbuch.
Hartmann je bil najuspešnejši letalski as druge svetovne vojne, ki je v tridesetih mesecih bojevanja dosegel 352 potrjenih zračnih zmag (345 jih je dosegel proti Sovjetskemu vojnemu letalstvu; sestrelil je 260 lovskih letal). Ta dosežek ga hkrati umesti kot najboljšega letalskega asa vseh časov. V več kot 1200 bojnih misijah ni nikoli izgubil svojega letalskega spremljevalca. Štirinajstkrat je zasilno pristal s poškodovanim letalom; sam je trdil, da nikoli zaradi sovražnikove akcije, ampak le zaradi mehanskih okvar ali odpadlih delcev iz letal, ki jih je sam sestrelil.
Pred drugo svetovno vojno je bil jadralni pilot in se je Luftwaffe pridružil leta 1940. Naslednji dve leti se je šolal za lovskega pilota. Po končanem šolanju je bil dodeljen Jagdgeschwader 52 (JG 52) na vzhodni fronti, kjer je pričel nabirati izkušnje pod okriljem nekaterih najboljših vojaških pilotov Luftwaffe. Z njihovo pomočjo je razvil lastne taktike, s katerimi je kmalu postal najuspešnejši letalski as vseh časov. 
Zadnjo, 352. zmago je dosegel 8. maja 1945. S preostankom JG 52 se je predal enotam Kopenske vojske ZDA, ki pa jih je nato predala Rdeči armadi. Z namenom, da bi ga prisilili v služenje za vzhodnonemško Volksarmee, so ga obsodili za izmišljene vojne zločine, katerih ga je rusko sodišče posmrtno oprostilo. Obsojen je bil na 25 let težkega dela; 10 let je preživel v raznih sovjetskih zaporniških taboriščih in gulagih, dokler ga niso izpustili leta 1955.
Naslednje leto se je preselil k novoustanovljeni zahodnonemški Luftwaffe in je postal prvi poveljnika polka (Geschwaderkommodore) Jagdgeschwadra 71 Richthofen. Leta 1970 je izstopil iz Bundeswehra, ker je nasprotoval razvoju in uporabi letal F-104 Starfighter. Umrl je leta 1993.

## Življenjepis

### Zgodnje življenje
Erich Hartmann se je rodil v Weissachu (Württemberg) zdravniku Alfredu Erichu Hartmannu in njegovi ženi Elisabethi Wilhelmini (rojeni Machtholf). Zaradi velike gospodarske krize po prvi svetovni vojni se je družina Hartmann preselila v mesto Čangša (Kitajska). Tu so ostali vse do leta 1928, ko je izbruhnila kitajska državljanska vojna in so se preselili nazaj v Nemčijo. 
Imel je mlajšega brata, Alfreda, ki se je med drugo svetovno vojno tudi pridružil Luftwaffe. Služil je kot strelec v bombniku strmoglavcu Junkers Ju 87 v Severni Afriki. Tam je bil zajet in je preživel štiri leta v vojnem ujetništvu.
Erich je obiskoval Volksschule v Weilu im Schönbuch (april 1928 – april 1932), gimnazijo v Böblingenu (april 1932 – april 1936), Nacionalni politični inštitut izobraževanja v Rottweilu (april 1936 – april 1937) in gimnazijo v Korntalu (april 1937 – april 1940), kjer je maturiral. Tu je srečal tudi svojo bodočo ženo, Ursulo Usch Paetsch. Bila je stara 15 let in njeni starši so sprva nasprotovali zvezi.
Hartmannova letalska kariera se je pričela z vključitvijo v jadralno-letalski program Luftwaffe, kjer ga je letenja učila njegova mati, ena prvih ženskih jadralnih pilotk v Nemčiji. Hartmannovi so imeli tudi lahko letalo, ki pa so ga morali leta 1932 prodati zaradi ekonomskih razmer. Z vzponom NSDAP leta 1933 se je povečala državna pomoč za letalske šole, kar je omogočilo Elisabethi, da je leta 1936 ustanovila svojo lastno šolo v kraju Weil im Schönbuch, kjer je štirinajstletni Erich postal inštruktor. Leta 1939 je pridobil pilotsko licenco, s katero je lahko upravljal motorna letala.

### Začetek vojaške kariere
Vojaško kariero je pričel 1. oktobra 1940 v 10. letalskem polku (Neukuhren). 1. marca 1941 je pričel s šolanjem v 2. vojnoletalski šoli (Berlin-Gatow); štiri dni po prihodu je opravil prvi polet z inštruktorjem in že čez manj kot 3 tedne opravil prvi samostojni polet. Osnovno letalsko šolanje je končal oktobra 1941, nakar je 1. novembra istega leta nadaljeval z nadaljevalno pripravljalno šolo za lovske pilote (Lachen-Speyerdorf). Tu se je naučil bojnega letenja in streljanja; šolanje je končal 31. januarja 1942. Med 1. marcem in 20. avgustom 1942 je v Lovskoletalski šoli 2 (Zerbst/Anhalt) spoznaval osnovnega lovca nemškega vojnega letalstva – Messerschmitt Bf 109.
Hartmannov čas v šolah pa ni bil vedno najbolje izkoriščen, saj je zaradi svojih nepremišljenih dejanj večkrat prišel pred disciplinsko komisijo. 31. marca 1942 je tako med vajo streljanja z letalom izvajal akrobacije nad letališčem Zerbst. Zaradi tega je bil kaznovan s tremi meseci prepovedi letenja in izgubo dveh tretjin plače. Hartmann je pozneje povedal, da mu je ta dogodek rešil življenje: 
Tisti teden, ko sem bil omejen na sobo, je v resnici rešil moje življenje. Bil sem na vrsti za strelni polet tisto dopoldne, ko sem bil priprt. Moj sostanovalec je prevzel moj polet in letalo, ki bi bilo sicer dodeljeno meni. Kmalu po vzletu, na poti na strelski poligon, je moral zaradi odpovedi motorja zasilno pristati blizu železnice Hindenburg-Kattowitz. Pri pristanku se je ubil.
Potem se je Hartmann popolnoma posvetil študiju. Med strelno vajo v juniju 1942 je uspel zadeti vadbeno tarčo s 24 od 50 strelov; dosežek, ki je veljal za zelo težko dosegljivega. V času svojega usposabljanja je postal kvalificiran pilot za 17 različnih motornih letal in je bil po končanju šolanja 21. avgusta 1942 dodeljen Lovski nadomestni skupini Vzhod (Gleiwitz, Zgornja Šlezija), kjer je ostal vse do 10. oktobra istega leta.

### Na fronti
10. oktobra 1942 je kot poročnik prišel k 7./Jagdgeschwader 52 (JG 52), ki je bila na Kavkazu. Enota je bila opremljena z letali Messerschmitt Bf 109G, toda Hartmann in nekateri drugi piloti so sprva imeli zadolžitev, da opravljajo taksi polete z Ju 87 do Mariupola. Njegov prvi polet se je končal s strmoglavljenjem zaradi izgube zavor, pri čemer je bila uničena pilotska kabina. Hartmann je bil nato dodeljen III./JG 52 [a] pod poveljstvom Gruppenkommandeurja majorja von Bonina, pri čemer so mu za mentorja dodelili izkušenega Oberfeldwebla Edmunda Paule Rossmanna. Letel je še z drugimi izkušenimi piloti, kot so Alfredom Grislawskim, Hansom Dammersom, Josefom Zwernemannom, ... Po nekaj dneh intenzivnega preigravanja bojnih situacij je Grislawski zaključil, da je Hartmann kljub skromnim izkušnjam z bojnim letenjem dovolj talentiran pilot. Toda Rossmann ga je naučil osnov bliskovitega in prikritega napada, kar je predstavljalo osnovo za njegov poznejši slog letenja: Poglej – Odloči se – Napadi – Umakni se.
Prvi bojni polet je Hartmann opravil 14. oktobra 1942 kot Rossmannov partner. Ko sta naletela na deset sovražnikovih letal, je Hartmann v želji, da doseže svojo prvo zmago, povečal hitrost in se ločil od Rossmanna. Zapletel se je v boj s sovražnikovim lovcem, pri čemer ni dosegel nobenega zadetka, ampak se je skoraj zaletel vanj. Nato se je skril v skupino nizkoležečih oblakov; polet se je končal z zasilnim pristankom, ker mu je zmanjkalo goriva. Hartmann je tako prekršil skoraj vsa pravila bojnega letenja, zato ga je major von Bonin kaznoval s tremi dnevi dela na letališču. 22 dni pozneje je Hartmann dosegel svojo prvo zmago, ko je sestrelil Iljušina Il-2 iz 7. gardnega jurišnega polka. Do konca leta 1942 je uspel doseči le še eno zmago, saj se je izkazalo, da potrebuje več izkušenj.
Hartmannov mladostni izgled je zakrivil, da je dobil vzdevek Bubi, kar je nemška beseda za dečka ali fantiča. Tudi as Walter Krupinski, s katerim je Hartmann letel kot partner, ga je vedno nagovarjal: Hej, Bubi, pridi bližje. 25. maja je sestrelil Lavočkina La-5, nakar se je zaletel z drugim sovjetskim lovcem, a mu je uspelo obdržati nadzor nad poškodovanim letalom. To je bil njegov peti zasilni pristanek; doživel je živčni zlom in bil poslan domov na okrevanje. Junija istega leta se je vrnil nazaj na vzhodno fronto.
7. julija 1943, med velikimi letalskimi boji v sklopu bitke za Kursk, mu je uspelo sestreliti 7 letal. Do začetka avgusta 1943 je dosegel 50 zmag in do konca istega meseca število zmag skoraj podvojil (98). Naslednji mesec je postal poveljnik (Staffelkapitän) devete eskadrilje 9./JG 52.
V prvem letu na fronti je Hartmann pridobil samozavest glede spopadanja s sovjetskimi piloti, saj je opazil, da večina sovjetskih letal nima merkov za streljanje, zaradi česar so si jih nekateri piloti narisali sami na okno kabine:
Mogoče se sliši neverjetno, a v prvih spopadih nisi imel nobenega razloga za strah, če se je ruski lovec pojavil za teboj. S svojimi ročno narisanimi »merki« niso mogli natančno nameriti ali te zadeti.
Kljub temu, da je Hartmann smatral zahodne lovce (P-39 Airacobra, Curtiss P-40 in Hawker Hurricane) za slabše od Focke Wulf Fw 190 oz. Bf 109, so bili le-ti bolje opremljeni od zgodnjih sovjetskih lovcev.
Nemci pa so se vseeno naučili nekaj trikov od sovražnikov. Zaradi izjemno nizkih temperatur se je pogosto dogajalo, da je olje v motorju Daimler-Benz DB 605 zamrznilo in letalo zato ni moglo vžgati. Ruski ujetnik jim je nato pokazal, da lahko z vlivanjem goriva v rezervoar za olje odtajajo le-tega in tako omogočijo vžig. Druga rešitev iste težave pa je bilo zanetenje ognja pod motorjem.

### Za sovražnikovimi linijami
Do poznega avgusta 1943 je Hartmann dosegel 90 zračnih zmag, toda 19. avgusta, v spopadu z Il-2, je bilo njegovo letalo poškodovano zaradi letečih ostankov, zato je moral pristati za sovražnikovimi linijami. Hartmannov poveljnik Dietrich Hrabak je ukazal, da Hartmannova enota zagotavlja zračno kritje skupini štuk (iz Sturzkampfgeschwader 2), ki jih je vodil legendarni štuka as Hans-Ulrich Rudel. Nemci so naleteli na večje število ruskih Jak-9 in Lavočkin La-7, ki so prav tako spremljali jurišnike Il-2. V boju je Hartmann uspel sestreliti dve letali, a pri tem poškodoval svoje letalo zaradi ostankov sovražnikovih letal, zato je moral zasilno pristati. Medtem ko je po pravilih poskušal uničiti notranjo opremo letala, so ga zajeli sovjetski vojaki. Hartmann se je pretvarjal, da ima notranje poškodbe, zato so ga naložili na nosila in ga s tovornjakom (pod stražo le enega vojaka) poslali v zaledje.
Nato je izkoristil napad štuk na njihov konvoj, napadel stražarja, skočil iz tovornjaka in se do noči skril na polje sončnic. Ponoči je sledil sovjetski patrulji, ki je šla proti frontnim položajem, na koncu pa je vendarle dosegel nemške položaje. Medtem je Hartmannov poveljnik posadke, Heinz Bimmel Mertens, že izvedel za njegovo nesrečo in se sam odpravil iskat svojega poveljnika.

### Hrastovi listi k viteškemu križcu
V oktobru 1943 je Hartmann dosegel novih 33 zmag, za kar je bil 29. oktobra odlikovan z viteškim križcem. V času odlikovanja je dosegel 148 zmag, do konca istega leta pa že 159. V prvih dveh mesecih leta 1944 je Hartmann dosegel novih 50 zmag in bil čedalje uspešnejši. Hartmannov izjemen pomen za njegovo enoto dokazuje naslednja statistika: od 76 letalskih zmag, ki jih je enota III./JG 52 zabeležila med 8. januarjem in 28. februarjem 1944, je bil Hartmann zaslužen za 40.
Zaradi Hartmannovega nizanja zmag so njegovi predstojniki postali pozorni nanj in so pričeli dvakrat ali pa celo trikrat preverjati njegove zračne zmage; to preverjanje je šlo tako daleč, da so mu med bojnimi poleti dodelili opazovalca. 2. marca 1944 je dosegel že svojo 202. zmago..
V tem času so se Sovjeti pričeli zavedati njegove navzočnosti in bili pozorni na njegov radijski poziv (Karaja 1); STAVKA je nanj razpisala celo nagrado 10.000 rubljev. Hartmann je postal prepoznaven tudi po svojem osebnem znaku: na pokrovu motorja je imel narisan črni tulipan, zaradi katerega so mu sovjetski piloti nadeli naziv Črni hudič (Čërnyj čort). Prav zaradi tega znaka so se pričeli sovjetski piloti izogibati spopadom z njim in so raje zbežali. Posledično je padlo število njegovih zmag. 21. marca pa je vseeno dosegel 3500. zmago svoje enote v vojni. Hartmann je pričel posojati svoje letalo novincem, saj so bili v njem relativno varni. Toda na koncu je odstranil svoj simbol in uporabljal normalno kamuflažno shemo svoje enote, s čimer je ponovno pričel nizati zmage; v naslednjih dveh mesecih je tako zbral čez 50 zmag..
Marca 1944 so bili Hartmann, Gerhard Barkhorn, Walter Krupinski in Johannes Wiese povabljeni v Hitlerjev Berghof (Berchtesgaden), kjer naj bi Barkhorn prejel meče, ostali trije pa hrastove liste k viteškemu križcu železnega križca. Na poti tja so se napili in prišli popolnoma pijani na sprejem k Hitlerju. Major Nicolaus von Below, Hitlerjev letalski adjutant, je bil šokiran in jim je sicer zagrozil a kaj več ni mogel storiti saj so bili Hartmann in ostali vidno pod vplivom alkohola. Tako je Hartmann pograbil iz obešalnika častniško pokrivalo in si ga nadel, a je bilo preveliko. Von Below mu je takoj ukazal, naj si pokrivalo odstrani, saj je le to Hitlerjevo. Ko je Hartmann tako zvedel. da je kapa Hitlerjeva se je ponorčeval češ mora pa res biti pameten ta Hitler, ko pa ima tako veliko glavo. von Below jih je vse nato spustil na sprejem k Hitlerju in dogodek je minil brez nadaljnjih zapletov.

### Proti Vojnemu letalstvu Kopenske vojske ZDA
21. maja 1944 je Hartmann v zraku prvič naletel na letala Vojnega letalstva Kopenske vojske ZDA (USAAF); med obrambo rajha je med varovalnim poletom napadel skupino štirih Mustangov nad Bukarešto (Romunija). Uspelo mu je sestreliti dva, medtem ko sta druga dva postala žrtvi prijateljskega ognja. 1. junija istega leta je sestrelil še štiri Mustange v enem poletu nad naftnimi polji v Ploieștiju. Pozneje istega meseca, med svojim petim spopadom z Američani, je sestrelil še dva Mustanga; toda pri tem je bil tudi sam prisiljen zasilno pristati, ko mu je zmanjkalo streliva in goriva med begom pred osmimi Mustangi.
17. avgusta 1944 je Hartmann postal najuspešnejši letalski as (druge svetovne vojne in hkrati v zgodovini letalskega bojevanja), ko je dosegel 274. zmago in tako prehitel kolega iz enote Gerharda Barkhorna.

### Diamanti k viteškemu križcu
23. avgusta je dosegel novih osem zmag (v treh poletih); skupaj je tako dosegel že 290 zmag. Hartmann je sestrelil 300. letalo 24. avgusta 1944; tega dne je v dveh poletih sestrelil 11 letal in skupaj dosegel 301. zračno zmago. Posledično ga je Hermann Göring takoj prizemljil, saj se je bal padca nemške morale v primeru Hartmannove smrti. Pozneje je Hartmann zlobiral svojo vrnitev v aktivno službo.
Kot eden od 27 nemških vojakov v celotni drugi svetovni vojni je prejel diamante k železnemu križcu. Hartmann je bil pozvan v Führerhauptquartier Wolfsschanze, Hitlerjevo vojaško poveljstvo pri Rastenburgu, da bi mu Hitler osebno podelil odlikovanje. Ob prihodu so ga prosili, naj preda svojo pištolo; ta varnostni ukrep so uvedli po neuspelem atentantu na Hitlerja. Hartmann je to kategorično zavrnil in zagrozil, da se bo odpovedal odlikovanju, če mu ne zaupajo imeti pri sebi pištole. Po odobritvi s strani Hitlerjevega letalskega pribočnika polkovnika Nicolausa von Belowa so Hartmannu dovolili imeti pri sebi pištolo, tako da se je oborožen srečal s Hitlerjem in dobil odlikovanje.
Med srečanjem je Hartmann kritiziral pomanjkljivosti usposabljanja novih lovskih pilotov. Domnevno naj bi mu Hitler med tem pogovorom zaupal, da je vojna za Nemčijo z vojaškega vidika že izgubljena in da si želi, da bi imela Luftwaffe več takih pilotov, kot sta on in Rudel.
Poleg odlikovanja je prejel tudi desetdnevni dopust. Na poti na dopust mu je General der Jagdflieger Adolf Galland ukazal, naj se udeleži sestanka v Berlin-Gatowu. Galland je hotel premestiti Hartmanna v testni program Me 262. Slednji pa je prosil, če lahko ostane v svoji matični enoti, na katero je bil zelo navezan. Galland mu je ugodil in mu hkrati ponovno dovolil sodelovanje v bojnih poletih. Hartmann se je nato odpravil v Jagdfliegerheim (dopustiški dom za lovske pilote) v Bad Wiesseeju, kjer se je 10. septembra poročil z dolgoletno ljubeznijo Ursulo Usch Paetsch. Poročni priči sta bila njegova bojna prijatelja Gerhard Barkhorn in Wilhelm Batz.

### Tehnika bojevanja
Medtem ko je bil Hans-Joachim Marseille znan kot ostrostrelec in mojster deflekcijskega streljanja, pa je bil Hartmann mojster zračnih zased. Tako je bil prepričan, da okoli 80 % pilotov, ki jih je sestrelil, ni niti vedelo, kaj se je zgodilo. Zanesel se je na močni motor svojega lovca Bf-109, ki je omogočal hitro približevanje, pri čemer se je včasih tudi spustil čez celotno sovražno formacijo letal ter izkoristil zmedo za sestrelitev sovražnikov.
Britanski testni pilot, stotnik Eric Brown, je Hartmanna vprašal, kako je dosegel 352 zračnih zmag: 
No, ne boste verjeli, ampak šturmovik, ki je bilo njihovo glavno jurišno letalo, je letel kot B-17 v formaciji in ni niti poskusil izvesti bežalnih manevrov. In vse kar so imeli, je bila ena flinta zadaj v letalu(mišljen je zadnji mitraljez nameščen za obrambo od zadaj). In nekateri njihovi piloti so bile ženske. Njihova flinta ni bila nobena nevarnost, razen če so te zadeli z neverjetno srečo. Jaz nisem začel streljati vse dokler ni letalo zapolnilo celotno vetrobransko okno. Če sem to storil, sem ga zanesljivo dobil vsakokrat.
Njegova priljubljena metoda je bila, da ni pričel streljati, dokler se ni približal na 20 m ali manj, nato pa je sprožil kratek rafal iz neposredne bližine; slednje metode se je naučil od svojega nekdanjega poveljnika Walterja Krupinskega, s katerim sta bila letalski par. Ta metoda, v primerjavi z daljinskim streljanjem, mu je omogočala:
- razkritje svojega položaja v zadnjem trenutku,
- kompenziranje počasne hitrosti streljanja 30-mm topa MK 108, s katerim so bile opremljene nekatere zadnje različice Bf 109 (večino svojih zmag je dosegel sicer z uporabo prejšnjega topa topa 151, ki pa je bil tudi zanesljiv, če si dobro meril);
- natančno streljanje z minimalno porabo streliva in
- onemogočanje sovražnikovega pobega.

Vseeno pa je ta metoda imela tudi svoje slabosti. Pilot je tako moral leteti skozi ostanke poškodovanega oz. eksplodirajočega letala, pri čemer je lahko utrpel poškodbe na lastnem letalu (večina poškodb na Hartmannovem letalu je tako namreč bila posledica trkov z ostanki sovražnikovega letala). V takih primerih se je Hartmann navadil, da je zapustil boj samo z eno zmago. Svojo previdnost je opisal sledeče: »Vidi - Odloči se - Napadi - Zbeži«: opazuj svojega sovražnika, odloči se, kako ga boš napadel, izvedi napad, umakni se iz boja in ponovno oceni situacijo.

### Konec vojne
Med 1. in 14. februarjem 1945 je Hartmann kot Gruppenkommandeur vodil I./JG 53, dokler ga ni zamenjal Helmut Lipfert. Marca 1945 je Hartmann imel že 336 zračnih zmag; general Galland ga je takrat že drugič nagovoril, da bi se pridružil novoustanovljenim enotam Me-262 in letel z novim reaktivnim lovcem. Hartmann se je tako udeležil usposabljanja za reaktivne lovce, a je še vedno prosil, če lahko ostane v svoji JG 52. Nekateri viri navajajo, da je njegova prošnja bila tudi posledica prošnje, ki jo je poslal podpolkovnik Hermann Graf. Ob vrnitvi je postal Gruppenkommandeur I./JG 52 in 17. aprila je dosegel svojo 350. zračno zmago v bližini Chrudima. Njegova zadnja medvojna fotografija je nastala v tem času.
Ob koncu vojne je Hartmann prekršil ukaz generala Hansa Seidemanna, ki je njemu in Grafu ukazal odleteti v britanski okupacijski sektor, da bi se izognila sovjetskemu vojnemu ujetništvu. Hartmann je to razložil tako: 
Moram reči, da med vojno nisem nikoli prekršil ukaza, a ko je general Seidemann ukazal meni in Grafu odleteti v britanski sektor in se predati, da bi se izognila Rusom, medtem ko bi se preostala enota predala Sovjetom, nisem mogel zapustiti svojih mož. To bi bilo slabo vodstvo.
Hartmann je zadnjo zračno zmago dosegel nad Brnom 8. maja 1945, na zadnji dan vojne v Evropi. Zgodaj zjutraj je dobil ukaz, naj opravi izvidniški polet, da bi ugotovil položaj sovjetskih enot. Skupaj z letalnim partnerjem je ob 8:30 odletel in odkril sovjetske enote, oddaljene okoli 40 km. Med poletom pa je zagledal dva lovca Jak-9, ki sta izvajala akrobatske manevre za sovjetske vojake na tleh. Hartmann se je odločil, da pokvari zabavo in napadel sovjetski par. Prvega lovca je sestrelil iz oddaljenosti 150 m. Ko se je namenil napasti še drugega lovca, pa je v oddaljenosti zagledal večjo skupino ameriških P-51. Da ne bi bil ujet med dva sovražnika, sta se Hartmann in partner odločila vrniti na matično letališče. Ob pristanku so zaradi neposredne bližine Sovjetov uničili vseh 25 preostalih lovcev Bf 109 ter skladišče streliva. Hartmann je glede svojega zadnjega vojnega dejanja dejal sledeče:
Uničili smo letala in vso strelivo, vse. Sedel sem v svojem letalu in streljal z vsemi topovi v gozd, kjer smo shranili vso strelivo in nato skočil ven. Uničili smo petindvajset popolnoma dobrih lovcev. Le-te bi bilo zdaj dobro imeti v muzejih.
Kot poveljnik I./JG 52 se je Hartmann odločil predati svojo enoto ameriški 90. pehotni diviziji.

### Vojno ujetništvo

#### Predaja
Po predaji so ga 24. maja pripadniki Kopenske vojske ZDA v skladu z jaltskim dogovorom (skupaj z ostalimi piloti in letališkim osebjem) izročili Sovjetom; jaltski dogovor je namreč določal, da se Sovjetski zvezi izroči vse vojaško osebje, ki se je borilo proti sovjetskim silam. 
Hartmann in njegova enota je bila odvedena v veliko vojno ujetniško taborišče na prostem, kjer so čakali na premestitev; število ujetnikov je naraslo na 50.000. Življenjski pogoji so postali izredno slabi in nekateri ameriški stražarji so Nemcem omogočili pobeg (nekateri so jim prinesli tudi hrano in zemljevide).
Kmalu po izročitvi Sovjetski zvezi je Hartmann doživel sledeče: 
Prva stvar, ki so jo Rusi naredili, je bila, da so ločili nemške ženske in dekleta od moških. Kar je sledilo, je bila brutalna orgija posilstev in izživljanja s strani vojakov Rdeče armade. Ko so številčno prešibki Američani hoteli posredovati, so Rusi jurišali nanje streljajoč v zrak in grozili, da jih bodo pobili, če bodo intervenirali. Posiljevanje se je nadaljevalo skozi vso noč. Naslednji dan je v taborišče prišel ruski general in nemudoma ukazal prekinitev... Pozneje, ko je nekaj Rusov ponovno prekršilo ukaz in napadlo nemško dekle, so jo naprosili, da je identificirala napadalce iz vrste. Ni bilo nič formalnosti, nobenega vojnega sodišča. Krive osebe so nemudoma obesili pred njihovimi kolegi.
Sprva so Rusi hoteli prepričati Hartmanna, da bi sodeloval z njimi kot vohun oz. ovaduh med sojetniki. Po zavrnitvi ponudbe so ga obsodili na 10 dni samice. Spal je na betonskih tleh in prejel le vodo ter kruh. Pozneje so Sovjeti grozili, da bodo ugrabili in ubili njegovo ženo (zamolčali pa so smrt njegovega sina). Med zasliševanji o reaktivnem lovcu Me-262 je sovjetski častnik Hartmanna udaril s sprehajalno palico, kar mu je Hartmann vrnil s stolom; udaril ga je tako močno, da se je stol razbil in se je častnik zaradi udarca onesvestil. Namesto usmrtitve so ga ponovno zaprli v samico.
Hartmann, ki je bil ponosen na svojo vojno služenje, se je odločil za gladovno stavko v znak upora proti Sovjetom. Rusi so ga po štiri dneh stavke začeli hraniti pod prisilo. Propadla so tudi sovjetska prizadevanja, da bi Hartmanna spreobrnili v komunista. Ponudili so mu mesto v vzhodnonemškem vojnem letalstvu, ki ga je zavrnil:
Če bi me spustili domov na zahod, mi ponudili običajno pogodbo ali poslovni dogovor, kot ga podpisujejo ljudje po vsem svetu, in bi mi ponudba ustrezala, bi se vrnil nazaj in sodeloval z vami skladno s pogodbo. Toda če me boste boste hoteli k delu prisiliti, se mu bom upiral do zadnjega diha.

#### Obtožba za vojne zločine
S svojim odporom je Hartmann šel tako daleč, da so ga obtožili vojnih zločinov: med drugim za namerno streljanje 780 sovjetskih civilistov v vasi Brjansk, napada na »tovarno kruha« 23. maja 1943 in uničenja 345 »dragih« sovjetskih letal. Zavrnil je priznanje teh lažnih obtožb in se je sam zagovarjal, kljub temu, da mu je sodnik dejal, da je to le izguba časa.
Obsojen je bil na 25 let prisilnega dela, kar pa je Hartmann ponovno zavrnil. Nazadnje je bil zaprt v samici, kar pa je razjezilo druge sojetnike, ki so sprožili upor, premagali stražarje in ga osvobodili. Hartmann se je pritožil pri poveljniku zapora, ga prosil za predstavnika iz Moskve, za mednarodno inšpekcijo in sodni tribunal, ki bi ga oprostil lažne obsodbe. Vse to so zavrnili; poslan je bil v taborišče v Novočerkasku, kjer je pet mesecev preživel v samici. Naposled so mu odobrili nastop pred sodnim tribunalom, ki pa je potrdil prvotno obsodbo. Ponovno je bil poslan v novo taborišče, tokrat v Djaterko na Uralu.
Leta 1955 je Hartmannova mati pisala novemu zahodnonemškemu kanclerju Konradu Adenauerju in ga prosila, naj posreduje za njegovo izpustitev. Na podlagi tržne pogodbe med Zahodno Nemčijo in Sovjetsko zvezo je bilo izpuščenih 16.000 nemških vojnih ujetnikov; med zadnjimi izpuščenimi je bil tudi Hartmann, ki je preživel deset in pol let v sovjetskem vojnem ujetništvu. Odpotoval je v Zahodno Nemčijo k svoji ženi Ursuli, kateri je pisal vsak dan vojne.
Januarja 1997 ga je Vlada Ruske federacije, pravna naslednica Sovjetske zveze, razglasila za nedolžnega obtožb vojnih zločinov.

### Bundeswehr
Po vrnitvi v Zahodno Nemčijo je Hartmann ponovno vstopil v vojaško službo in sicer v vojno letalstvo zahodnonemških oboroženih sil, kjer je postal poveljnik prve zahodnonemške vse-reaktivne lovske enote Jagdgeschwader 71 »Richthofen«. Slednja je bila prvotno opremljena s Canadair Sabri, nato pa z Lockheed F-104 Starfighterji. Opravil je tudi več službenih potovanj v ZDA, kjer je opravil usposabljanje na opremi Vojnega letalstva ZDA. Svoje letalo je ponovno dal pobarvati v značilnem slogu, kot ga je imel že med vojno: odprti črni tulipan na nosu letala.
Zaradi svojega nasprotovanja, da bi Nemčija nakupila in uvedla F-104 kot standardno letalo, je bil leta 1970 prisiljen v predčasni pokoj. Njegova nasprotovanja so se izkazala za utemeljena, saj so s temi letali doživeli 282 nesreč, pri čemer je bilo ubitih 115 nemških pilotov (vsi v nebojnih nalogah). General Werner Panitzki, inšpektor Bundesluftwaffe, je o njem dejal: »Erich je dober pilot, a ni dober častnik«.

### Civilist
Med njegovim vojnim ujetništvom je umrl njegov sin, Erich-Peter (1945-48), katerega ni Hartmann nikoli videl. Pozneje sta z Ursulo imela še hčerko Ursulo Isabel.
Po upokojitvi iz vojaške službe je bil Hartmann v letih 1971−74 letalski inštuktor v Hangelarju, hkrati pa je letel v aerobatski skupini z nekdanjim generalom Gallandom. V letih 1980−83 zaradi angine pektoris ni smel leteti, nato pa se je vrnil k poučevanju. Vseeno pa je omejil nastopanje v javnosti: »Sem upokojen in sem civilist, zdaj bi rad imel svoj počitek in mir. Ne živim za ekshibicije«.
Umrl je 20. septembra 1993 v starosti 71 let v kraju Weil im Schönbuch.

## Pregled vojaške kariere
Erich Hartmann je med drugo svetovno vojno opravil 1.404 bojnih poletov, pri čemer je sodeloval v 825 spopadih, pri tem pa ni bil nikoli sestreljen.
Nikoli ni bil ranjen in nikoli ni zapustil letala zaradi poškodb, ki bi jih povzročili sovražni piloti. Med njegovimi žrtvami je bilo tako okoli 200 različnih sovjetskih enomotornih lovskih letal, čez 80 ameriških lovskih letal P-39 (ki so jih uporabljali tudi Sovjeti), 15 jurišnih letal Il-2 in 10 dvomotornih srednjih bombnikov.
Dostikrat je rečeno, da je bil najbolj ponosen na dejstvo, da ni nikoli izgubil letalnega partnerja v boju (pri čemer bi slednji umrl), kot pa na število letalskih zmag. A sestrelili so najmanj enega njegovega letalnega partnerja. Major Günther Capito se je v pomladi leta 1943 pridružil Hartmannovi enoti, pri čemer je predhodno letel na bombnikih. Potem, ko je Capito dosegel peto zračno zmago, je zaprosil, da postane Hartmannov letalni partner. Slednji je to sprva zavrnil, saj je menil, da ima Capito premalo letalnega časa na lovcih. Vseeno mu je bil dodeljen in na njunem petem poletu, sta postala tarči dveh sovjetskih lovcev P-39 Aircobra.
Sporočil sem mu, da naj poleti močno v nasprotno smer, tako da bi lahko spravil v sendvič rdeča lovca, a med njegovim standardnim bombniškim zavojem je bil zadet. Videl sem celotni dogodek in mu ukazal, da se spusti nižje in takoj zapusti letalo. Na mojo veliko olajšanje sem videl, da je zapustil letalo in njegovo padalo se je odprlo. Bil sem vesel, ko sem dobil to Aircobro, a sem bil jezen nase, ker nisem sledil lastni intuciji glede letenja s Güntherjem Capitom.
Hartmann je nato sestrelil oba sovjetska lovca.

### Napredovanja
| Država          | Čin          | Datum             |
| --------------- | ------------ | ----------------- |
| Tretji rajh     | Poročnik     | 1. marec 1942     |
| Tretji rajh     | Nadporočnik  | 1. julij 1944     |
| Tretji rajh     | Stotnik      | 1. september 1944 |
| Tretji rajh     | Major        | 8. maj 1945       |
| Zahodna Nemčija | Podpolkovnik | 12. december 1960 |
| Zahodna Nemčija | Polkovnik    | 26. julij 1967    |

### Odlikovanja
| Država      | Odlikovanje                                                                     | Datum podelitve    | Opombe |
| ----------- | ------------------------------------------------------------------------------- | ------------------ | --- |
| Tretji rajh | Železni križec II. razreda                                                      | 17. december 1942  | |
| Tretji rajh | Železni križec I. razreda                                                       | 7. marec 1943      | |
| Tretji rajh | Ehrenpokal für besondere Leistung im Luftkrieg                                  | 13. september 1943 | |
| Tretji rajh | Nemški križ v zlatu 17. oktober 1943                                            |                    | |
| Tretji rajh | viteški križ železnega križa                                                    | 29. oktober 1943   | za 148 zračnih zmag |
| Tretji rajh | viteški križ železnega križa s hrastovimi listi                                 | 2. marec 1944      | 420. prejemnik; za 200 zračnih zmag |
| Tretji rajh | viteški križ železnega križa s hrastovimi listi in meči                         | 4. julij 1944      | 75. prejemnik; za 239 zračnih zmag |
| Tretji rajh | viteški križ železnega križa s hrastovimi listi, meči in diamanti               | 25. avgust 1944    | za 301. zračno zmago |
| Tretji rajh | Poročilo Wehrmachta                                                             | 24. avgust 1944    | Nadporočnik Hartmann je včeraj s sestrelitvijo 8 sovjetskih letal povzdignil skupno število lastnih zračnih zmag na 290. |
| Tretji rajh | Poročilo Wehrmachta                                                             | 25. avgust 1944    | V zračnih spopadih in s protiletalskim ognjem so Sovjeti včeraj izgubili 58 letal. Od teh jih je nadporočnik Hartmann, odlikovan s hrastovimi listi viteškega križca železnega križca in Staffelkapitän v Jagdgeschwadru, sam sestrelil 11 in tako dosegel svojo 301. zračno zmago. |
| Tretji rajh | frontna priponka za dnevne lovce v zlatu s ploščico 1.300                       |                    | |
| Tretji rajh | splošno odlikovanje za vodje zračnega plovila in opazovalce v zlatu z briljanti |                    | |